# Shae-Lynn Bourne
Shae-Lynn Bourne (Chatham-Kent, 24 januari 1976) is een Canadees voormalig kunstschaatsster. Ze nam met haar schaatspartner Victor Kraatz deel aan drie edities van de Olympische Winterspelen: Lillehammer 1994, Nagano 1998 en Salt Lake City 2002.

## Biografie
Bourne begon in 1983 met kunstschaatsen. In het begin van haar sportieve carrière schaatste ze met Andrew Bertleff bij de paren. Nadat ze bij een val voor de zoveelste keer op haar hoofd terecht was gekomen, besloot ze hier mee te stoppen. Ze maakte de overstap naar het ijsdansen. Sinds 1991 schaatste Bourne met Victor Kraatz, die eerst niets in een samenwerking zag.
Al spoedig ging hij overstag en het paar behaalde veelbelovende resultaten. Bourne en Kraatz werden tien keer Canadees kampioen. In 1999, 2001 en 2003 veroverden ze goud bij de viercontinentenkampioenschappen. Als eerste Noord-Amerikaans paar werden ze in 2003 ook wereldkampioen bij het ijsdansen. Ze namen drie keer deel aan de Olympische Winterspelen; Bourne en Kraatz eindigden als 10e in 1994 en als 4e in 1998 en in 2002. In 2003 beëindigden ze de samenwerking. Bourne was van 2005 tot 2007 gehuwd met de Russische schaatscoach Nikolaj Morozov. Met haar tweede echtgenoot kreeg ze in 2012 een zoon.

## Belangrijke resultaten
1991-2003 met Victor Kraatz
| Kampioenschap                | 92/93 | 93/94 | 94/95 | 95/96 | 96/97 | 97/98 | 98/99  |  | 00/01 | 01/02  | 02/03 |
| ---------------------------- | ----- | ----- | ----- | ----- | ----- | ----- | ------ |  | ----- | ------ | ----- |
| Olympische Spelen            |       | 10e   |       |       |       | 4e    |        |  |       | 4e     |       |
| Wereldkampioenschap          | 14e   | 6e    | 4e    | Brons | Brons | Brons | Brons  |  | 4e    | Zilver | Goud  |
| Viercontinentenkampioenschap |       |       |       |       |       |       | Goud   |  | Goud  |        | Goud  |
| Grand Prix-finale            |       |       |       |       | 4e    | Goud  | Zilver |  | 5e    | Goud   |       |
| Nationaal kampioenschap      | Goud  | Goud  | Goud  | Goud  | Goud  | Goud  | Goud   |  | Goud  | Goud   | Goud  |